# Plinthus
Plinthus ist eine Pflanzengattung aus der Familie der Mittagsblumengewächse (Aizoaceae). Die Herkunft des botanischen Namens der Gattung und seine Bedeutung sind unklar.

## Beschreibung
Die Arten der Gattung Plinthus wachsen als niedrige Sträucher mit mehr oder weniger aufrechten bis niederliegenden Zweigen. Ihre jungen Internodien sind mit weißen oder silbrigen zweigespitzen Haaren besetzt. Die dachziegelartigen Laubblätter sind gegenständig oder wechselständig angeordnet. Sie fallen etwa um die Anthese herum ab. Sie sind dicht mit zweigespitzen Haaren besetzt.
Die Blüten erscheinen zu zweit oder dritt in Gruppen. Ihr Perigon ist vier- bis fünfzipflig, die Staubblätter sind abwechselnd zu den Perigonblättern angeordnet. Die Kapselfrüchte sind zwei- bis vierfächrig. Je Fach sind ein bis zwei hängende Samenanlagen vorhanden. Das Quellgewebe der Früchte ist zurückgebildet. Sie enthalten birnen- bis nierenförmige Samen.

## Systematik und Verbreitung
Das Verbreitungsgebiet der Gattung Plinthus erstreckt sich von Namibia bis in die südafrikanische Provinz Freistaat und den Norden der Provinz Ostkap. Die Pflanzen wachsen auf Sand oder Steinen die aus den Bergen der Karoo stammen.
Die Erstbeschreibung erfolgte 1839 durch Eduard Fenzl. Nach Heidrun Hartmann (2017) umfasst die Gattung Plinthus folgende Arten:
- Plinthus arenarius Adamson
- Plinthus cryptocarpus Fenzl
- Plinthus karooicus I.Verd.
- Plinthus rehmannii G.Schellenb.
- Plinthus sericeus Pax

Cornelia Klak und Mitarbeiter stellten 2017 alle Arten in ihr breites Gattungskonzept der Gattung Aizoon.

## Nachweise